# ماتيو بيسيري
ماتيو بيسيري (بالإيطالية: Matteo Pisseri) (21 نوفمبر 1991 ببارما في إيطاليا - ) هو لاعب كرة قدم إيطالي في مركز حراسة المرمى. لعب مع نادي بارما ونادي كاتانزارو وAC Renate ‏.

## وصلات خارجية
- ماتيو بيسيري على موقع قاعدة بيانات كرة القدم.إي يو (الإنجليزية)
- ماتيو بيسيري على موقع عالم كرة القدم.نت (الإنجليزية)
- ماتيو بيسيري على موقع AS.com (الإسبانية)